# Nalagarh (stato)
Lo Stato di Nalagarh fu uno stato principesco del subcontinente indiano, avente per capitale la città di Nalagarh. Anticamente era noto anche col nome di Hindur.

## Storia
Lo stato di Nalagarh venne fondato dai rajput chandela nel 1100 a.C. col nome di Hindur. I changela provenivano da Chanderi, nella regione dell'India centrale del Bundelkhand.
Il forte di Nalagarh, che venne costruito in loco nel 1421 durante il regno del raja Bikram Chand su un promontorio roccioso ai piedi dell'Himalaya, offriva il controllo dell'intera area delle colline di Sirsa e finì per dare il nome all'intero stato che, dalla prima metà dell'Ottocento, divenne un protettorato britannico. Lo stato venne occupato dai gurkha del nepal per alcuni anni prima del 1815, quando questi vennero estromessi dagli inglesi, i quali riconfermarono i possedimenti al raja locale. I prodotti principali dell'area erano grano e oppio.
Nel 1947, all'epoca dell'indipendenza indiana, divenne parte dell'Unione dell'India, perdendo la propria autonomia.

### Regnanti
I regnanti locali avevano il titolo di raja.

#### Raja
- 1618 - 1701 Dharm Chand
- 1701 - 1705 Himmat Chand
- 1705 - 1761?              Bhup Singh
- 1761? - 1762 Man Chand                      (m. c.1762)
- 1762 - 1788 Gaje Singh
- 1788 - 1803 Ram Saran Singh  (1ª volta)    (n. c.1762 - m. 1848)
- 1803 - 1815               occupazione da parte del Nepal
- 1815 - 1848 Ram Saran Sungh  (2ª volta)    (s.a.)
- 1848 - 1857 Bije Singh                     (m. 1857)
- 1857 - 15 gennaio 1860        interregnum
- 15 gennaio 1860 - dicembre 1876 Agar Singh                     (n. 1804 - m. 1876)
- 16 dicembre 1876 - 18 settembre 1911 Ishri Singh                    (n. 1836 - m. 1911)
- 18 settembre 1911 - 1946 Jogindra Singh                 (n. 1877 - m. 1946)
- 1946 - 15 agosto 1947 Surendra Singh                 (n. 1922 - m. 1971)